# Edd the Duck 2: Back with a Quack
Edd the Duck 2: Back with a Quack is een computerspel dat werd uitgegeven door Zeppelin Games. Het spel kwam in 1992 uit voor de Commodore Amiga. Het spel is het vervolg op Edd the Duck!. Het spel is een platformspel. De speler bestuurt een eend en moet voorwerpen pakken en over allerlei zaken heen klimmen en springen.

## Ontvangst
Het spel werd wisselend ontvangen:
- Amiga Force (1993): 23%
- Amiga Format (1993): 80%
- Amiga Power (1993): 3%
- CU Amiga (1993): 41%
- The One Amiga (1993): 47%